# Bánky Róbert (bábművész, 1930–1991)
Bánky Róbert névvariáns: ifj. Bánky Róbert (Szombathely, 1930. augusztus 7. – Budapest, 1991. május 30.) magyar színész, bábszínész, rendező, eszperantista.

## Életpályája
Szombathelyen született, színészcsaládból származik: édesapja Bánky Róbert színművész, színházigazgató, édesanyja Orbán Viola színésznő. Színészi pályája a szolnoki Szigligeti Színházban indult, de 1956-tól az Állami Bábszínházhoz szerződött, melynek haláláig tagja volt. A Bábszínészképző Tanfolyamot 1962-ben végezte el. 1986-ban a társulattól Bábszínházi aranygyűrűt kapott. A bábszínészképzőn árnyjátékot tanított, keleti és európai árnytechnikák adaptálásával és továbbfejlesztésével valamint rendezéssel és bábtervezéssel is foglalkozott.
Első felesége Jókai Anna írónő volt, akitől elvált. Két gyermekük született: Bánky Gábor (színművész) és Bánky Nóra. Második felesége Blasek Gyöngyi bábművész volt, leányaik: Bánky Eszter (bábművész) és Bánky Veronika. Unokája Bánky Sára bábművész.

## Fontosabb szerepei
- Bródy Sándor: A tanítónő... Törvénybíró
- Sós György: Pettyes... Kapás
- Grimm fivérek – Szilágyi Dezső: Jancsi és Juliska... Csipet manó
- Hans Christian Andersen: A bűvös tűzszerszám... Lovag
- Petőfi Sándor – Szilágyi Dezső: János vitéz... Gazda; Zsivány; Óriásdarázs
- Vörösmarty Mihály: Csongor és Tünde... Kalmár
- Arany János – Jékely Zoltán – Kocsár Miklós: Toldi... Toldi György
- Benedek András – Tolcsvay Béla: Hollókirály... Szuri, sündisznó
- Török Sándor – Tóth Eszter – Lendvay Kamilló: Irány az ezeregyéjszaka... Hóhér
- Török Sándor – Tóth Eszter – Lendvay Kamilló: Irány az ezeregyéjszaka, avagy Csilicsala újabb csodája... Burgum, testőr
- Tardos Péter – Rejtő Jenő: A szőke ciklon... Régiségkereskedő
- Pápa Relli: Dani Bogárországban... Csám-csám pók
- Hárs László: Hencidai csetepaté... Admirális
- Lázár Magda: Fanyűvő és barátai... Fanyűvő
- Jevgenyij Vasziljevics Szperanszkij: Világszépe... Katona; Patkó, haramiavezér
- Ervand Manarjan – Ovanasz Manarjan: A legyőzhetetlen kiskakas... Vezír; Kincstárnok

## Rendezéseiből
- Örkény István: Óbudai hármasikrek
- Kodály Zoltán: Kádár Kata, Pünkösdölő

## Bemutatott művei
- Bánky Róbert: Gömbök és kockák (Bábuk és bohócok)
- Bánky Róbert – Dino Buzzati: Crescendo (Tárgyak és emberek)